# Xương chẩm
Xương chẩm (tiếng Anh: Occipital bone; tiếng Pháp: L'os occipital) là một xương sọ, phủ lên thùy chẩm của đại não. Tại nền sọ trong xương chẩm có một lỗ lớn hình chữ nhật gọi là lỗ lớn xương chẩm (foramen magnus) cho phép tủy sống đi qua.

## Mô tả
Bốn phần của xương chẩm vây quanh lỗ lớn xương chẩm (Lỗ lớn (foramen magnus) là nơi hành não liên tiếp với tủy sống).
- Ở trước lỗ lớn: phần nền (basilar part)
- Hai phần bên (laterial part)
- Ở sau lỗ lớn: trai chẩm (squamous part of occipital bone).

### Mặt ngoài sọ

#### Phần nền
Mặt trên phần nền dốc đứng và được gọi là dốc (clivus); mặt dưới phần nền có củ hầu (pharyngeal tubercle). Phía trước có hố hầu có chứa tuyến hạch nhân cạnh hầu. Khi bị viêm tuyến này có thể làm lấp lỗ mũi sau, gây khó thở.

#### Phần bên
Trên mỗi phần bên có một lồi cầu chẩm (occipital condyle) tiếp khới với mặt trên của khối bên đốt đội (đốt sống cổ I). Ở sau lồi cầu chẩm có ống lồi cầu nằm trong hố lồi cầu và ở trước lồi cầu có một ống thần kinh hạ thiệt (hypoglossal canal), nơi thần kinh hạ thiệt (thần kinh sọ XII) đi qua.

#### Phần sau
Mặt sau trai chẩm có ụ chẩm ngoài (external occipital protuberance) ở giữa và ba đường gáy (trên cùng, trên và dưới) ở mỗi bên. Các đường gáy là nơi bám của các cơ gáy.

### Mặt trong sọ
Giữa mặt trước (hay mặt trong sọ) trai chẩm có ụ chẩm trong (internal occipital protuberance). Gờ xương từ ụ chạy trang hai bên là rãnh xoang ngang (groove for transverse sinus) và rãnh xoang sigma (groove for sigmoid sinus). Rãnh xoang ngang ngăn cách hai hố ở mặt trong trai chẩm: hố đại não (cerebral fossa) ở trên và hố tiểu não (cerebellal fossa) ở dưới. Đi từ ụ chẩm trong lên trên là rãnh xoang tĩnh mạch dọc trên, sang ngang hai bên là rãnh xoang tĩnh mạch ngang (transverse sinus).

### Các bờ của xương chẩm

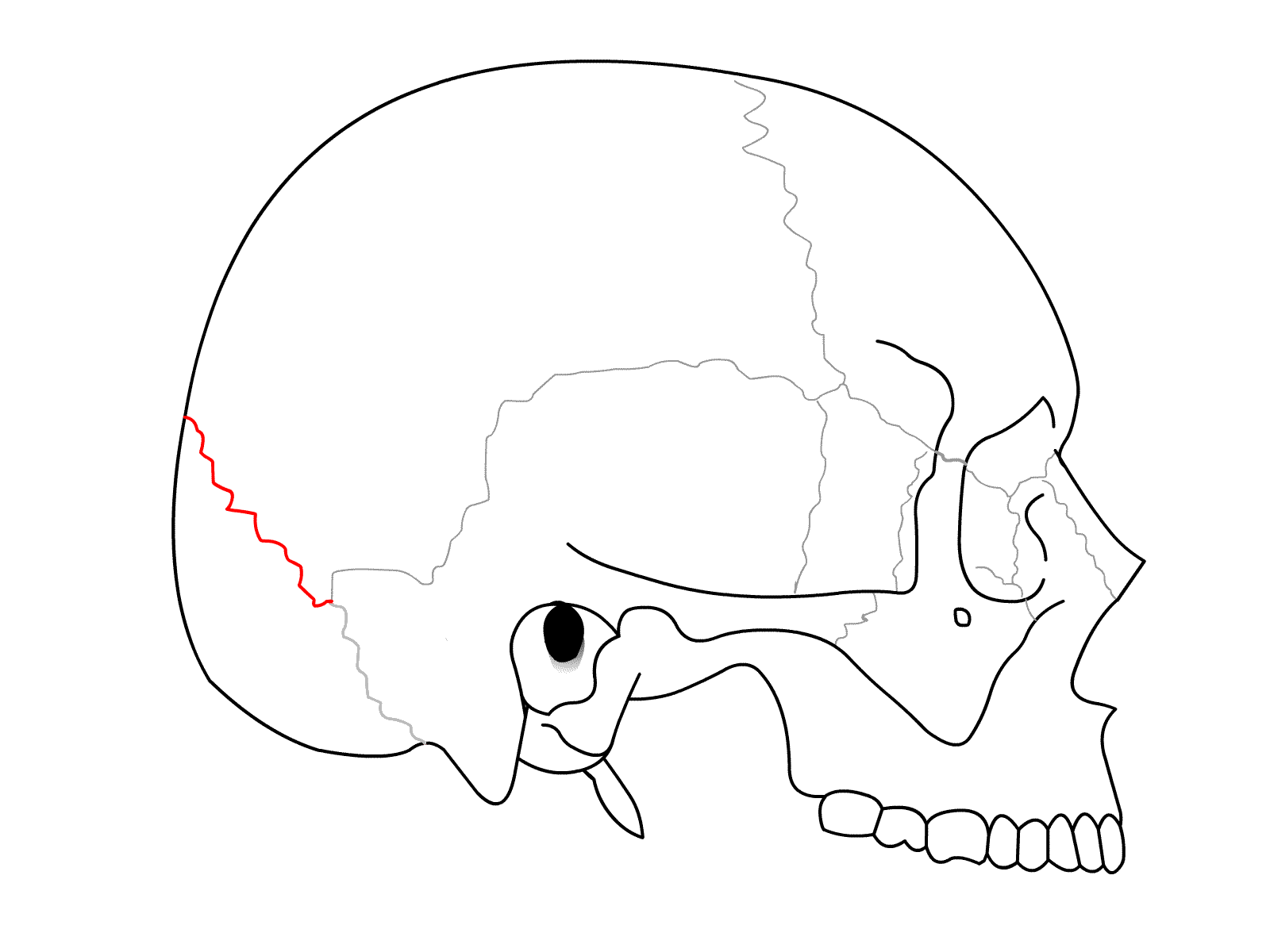
Bờ Lambda
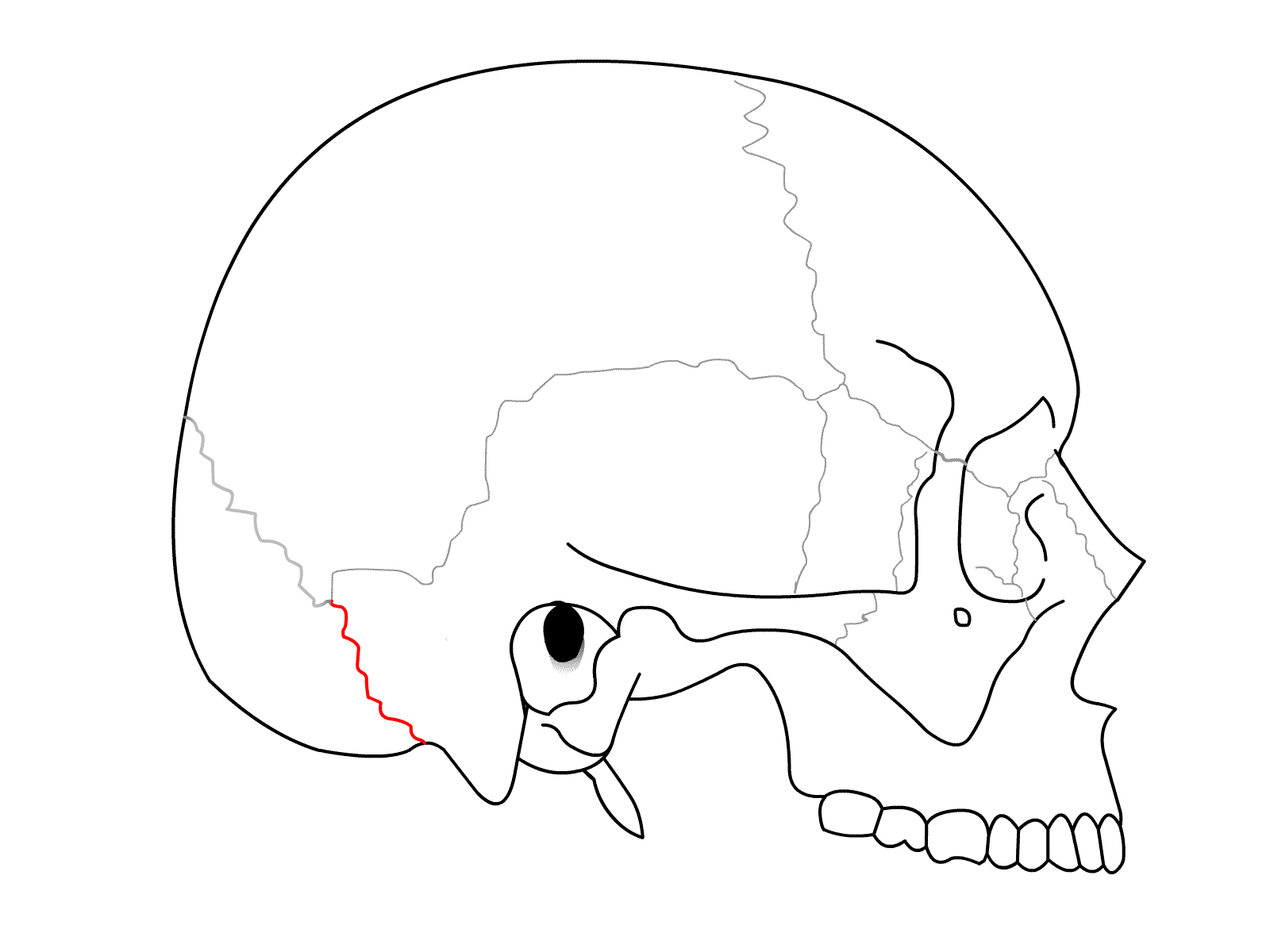
Bờ chũm

- Bờ lambda (lambdoidal suture) tiếp khớp với xương đỉnh, nơi tiếp khớp là thóp chũm.
- Bờ chũm (Occipitomastoid suture) tiếp khớp với xương thái dương. Phía trước bờ này có mỏm tĩnh mạch cảnh (jugular process). Ngoài ra ở bờ này còn có khuyết tĩnh mạch cảnh (jugular foramen).

## Lâm sàng
Chấn thương vùng chẩm có thể gây vỡ nền sọ (Basilar skull fracture).
Bệnh di truyền như hội chứng Edwards, hội chứng Beckwith-Wiedemann cũng ảnh hưởng đến xương chẩm.

## Hình ảnh minh họa

Vị trí của Xương chẩm (hiển thị màu xanh lá cây). Ảnh động.
Mặt ngoài.
Mặt trong. Các xương trán và xương đỉnh đều bị bỏ.
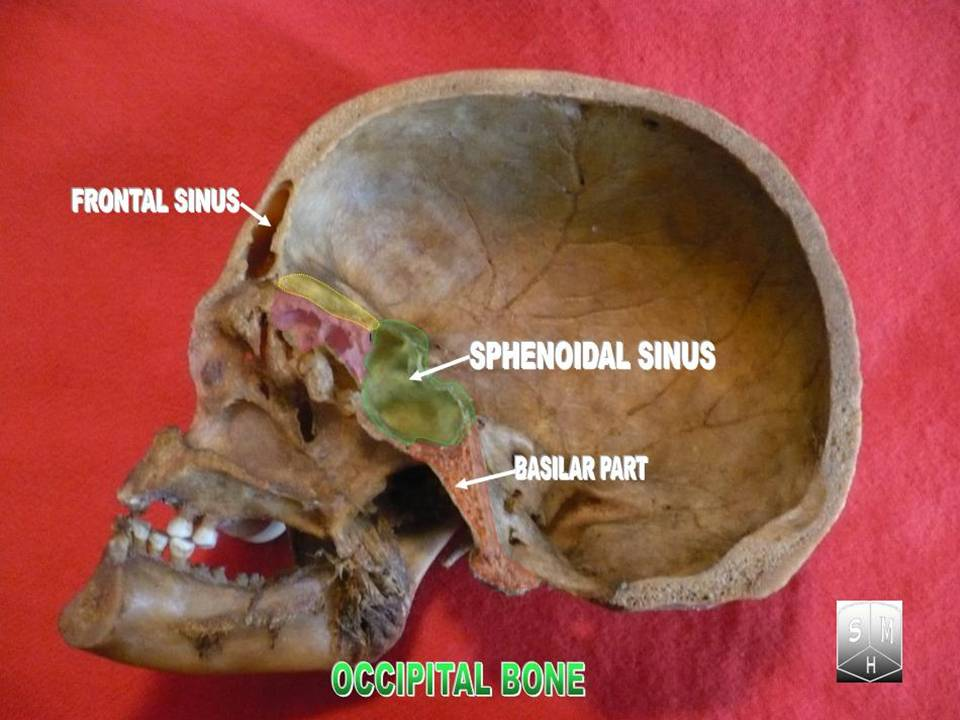
Xương chẩm
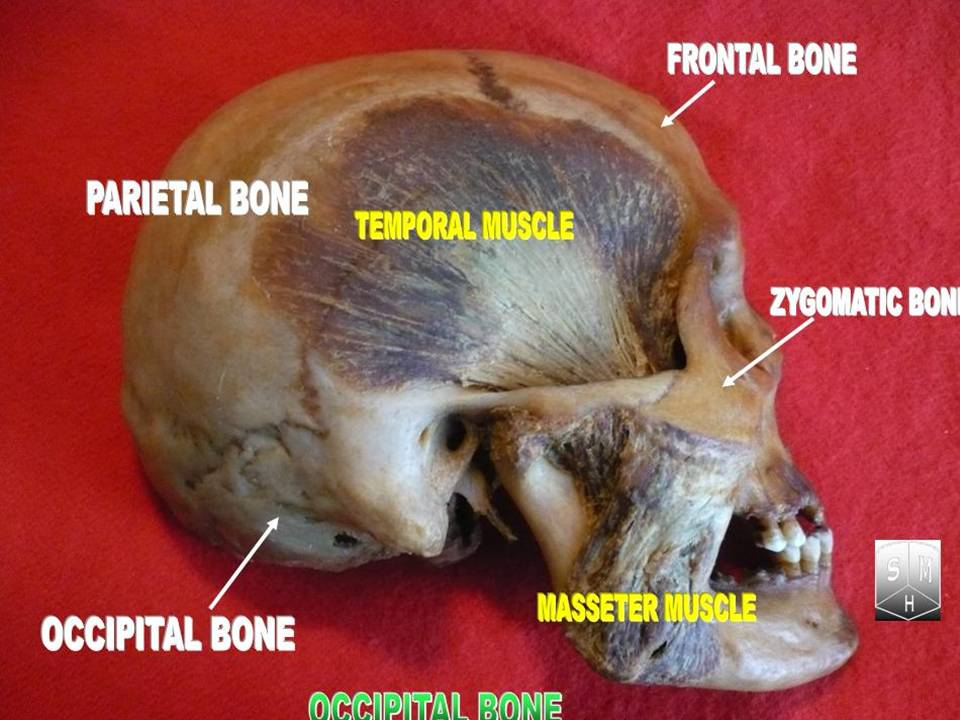
Xương chẩm
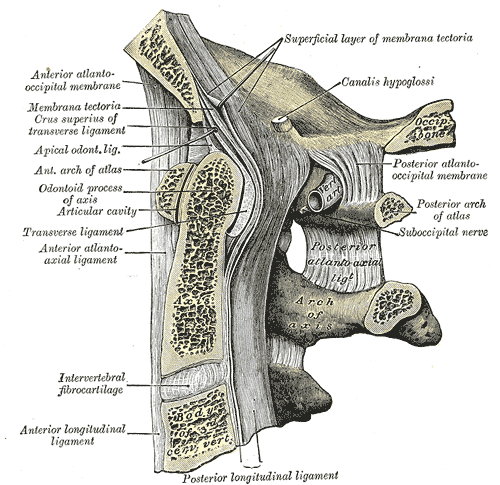
Phần giữa có hình giống mũi tên và ba đốt xương sống cổ đầu tiên.
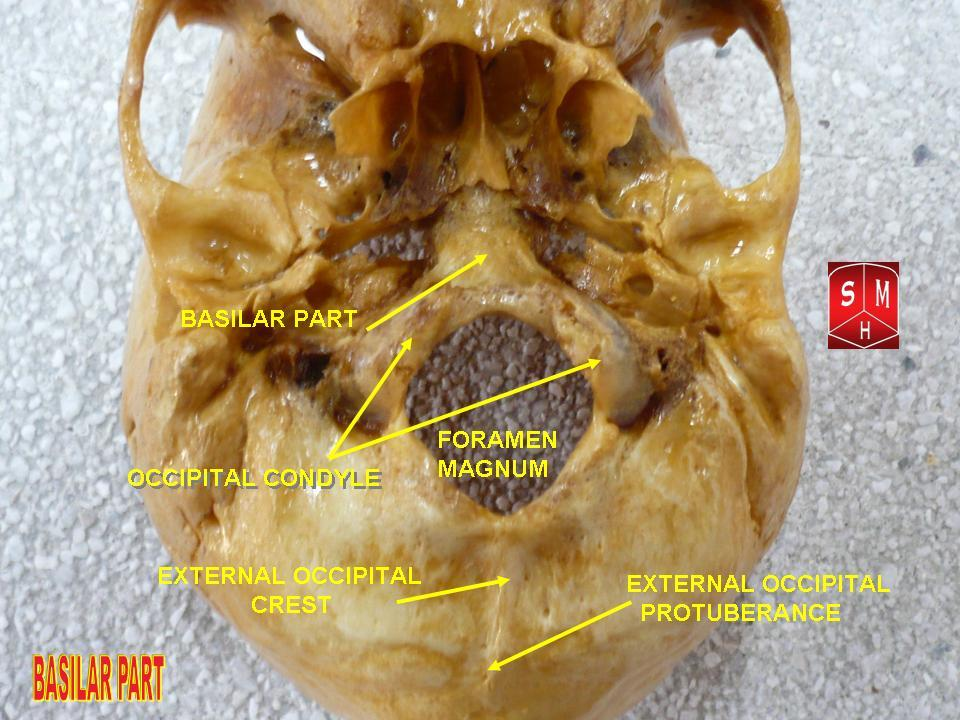
Phần cơ sở
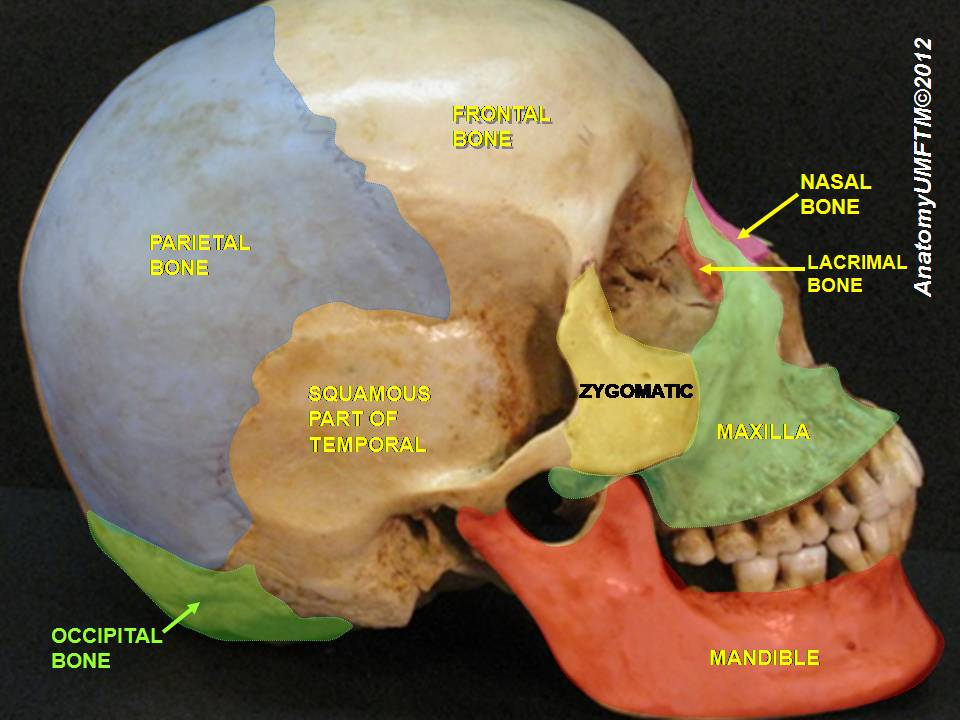
Xương chẩm